# Aspergillus appendiculatus
Aspergillus appendiculatus är en svampart som beskrevs av Blaser 1976. Aspergillus appendiculatus ingår i släktet Aspergillus och familjen Trichocomaceae.   Inga underarter finns listade i Catalogue of Life.